# 福井県道262号武生インター東線
福井県道262号武生インター東線（ふくいけんどう262ごう たけふインターひがしせん）は福井県越前市内の県道とインターチェンジを結ぶ一般県道である。

## 路線概要
福井県道40号武生インター線と共に北陸自動車道武生ICへのアクセスを担う県道である。県道40号がインター西側の旧武生市域と国道8号への接続を担当するのに対し、この県道262号はインター東側の旧今立町域を担当する県道である。接続する県道もそれなりに多く、地域住民にとって重要な道路であることが窺える道である。
2022年7月、従前の武生ICの一般道接続ランプ部の南北区間を改築し、県道40号の南伸部（0.1 km）として供用を開始したため北陸自動車道とは直接接続ではなくなった。さらに県道40号は2024年春に開業予定の北陸新幹線 越前たけふ駅まで延伸し2023年3月に供用開始、本路線は旧今立町方面と同駅を結ぶほか、同駅前にて2023年3月に開業した道の駅越前たけふへのアクセス路ともなる。

### 路線データ
- 起点：福井県越前市庄町
- 終点：同市南小山町

## 道路状況
起点から終点までほぼストレートの県道であり、右左折やカーブは全くといっていいほど無い。近年通された道路であるため路面も非常に綺麗で歩道もあり、かなり高規格な道となっている。地図上で西から東へ一直線に伸びており、越前市内を南北に走る県道と接続している。ただしこの接続のため信号機の数が指定区間の距離の割りには多めだが、それでも十分快走路と呼べる道である。また高速道路から降りてきた場合、ストレートが長く続くため、スピードの出し過ぎには注意が必要な道である。

## 接続道路
- 福井県道40号武生インター線（越前市庄町・庄町交差点、起点）
- 福井県道194号西尾鯖江停車場線（越前市杉崎町）
- 福井県道198号池泉今立線（越前市南小山町、終点）

## 沿線
- 北陸自動車道武生インターチェンジ